# Charlie Kerfeld
Pour les articles homonymes, voir Kerfeld.
Charles Patrick Kerfeld (né le 28 septembre 1963 à Knob Noster, Missouri, États-Unis), connu sous le nom de Charley ou Charlie Kerfeld, est un ancien lanceur de relève droitier  de la Ligue majeure de baseball. Il joue pour les Astros de Houston de 1985 à 1987 ainsi qu'en 1990, et pour les Braves d'Atlanta en 1990.
Employé de l'équipe de direction des Phillies de Philadelphie depuis novembre 2006, Kerfeld est en 2015 assistant spécial du directeur-gérant du club, Rubén Amaro, Jr.

## Carrière de joueur
Charlie Kerfeld est le premier choix des Astros de Houston et 5e joueur sélectionné au total au repêchage amateur de juin 1982, le seul des 6 premiers athlètes sélectionnés à éventuellement évoluer en Ligues majeures. Il fait ses débuts dans le baseball majeur le 27 juillet 1985.

### Saison 1986
Membre de l'effectif des Astros à l'ouverture de la saison 1986, il s'impose comme le lanceur de relève généralement choisi pour préparer l'entrée dans le match du stoppeur Dave Smith, et il s'acquitte de cette tâche de setup man avec brio, au point d'être considéré comme le meilleur dans ce rôle cette saison-là. Avec une moyenne de points mérités de 2,59 en 93 manches et un tiers lancées, il termine 4e du vote de fin d'année désignant la meilleure recrue de la Ligue nationale. Employé dans 61 matchs des Astros, il remporte 11 victoires, nombre élevé pour un releveur, contre seulement deux défaites, en plus de réaliser 7 sauvetages. Il contribue aux succès des Astros, champions de la division Ouest de la Ligue nationale, et n'accorde qu'un point en 4 manches lancées lors de 3 matchs des séries éliminatoires. Cet unique point lui vaut cependant une défaite lorsqu'il est marqué par Wally Backman après un coup sûr accordé par Kerfeld à Gary Carter en fin de 12e manche du 5e match de la Série de championnat 1986, que Houston perd en 6 parties contre les Mets de New York.

#### 1987 à 1990
À l'opposé, sa saison 1987 est ponctuée de nombreux problèmes. Après avoir alloué 13 points sur 22 coups sûrs en 12 manches et un tiers pour Houston en début d'année, il est relégué en ligue mineure, où ses mauvaises performances au monticule se poursuivent quelques semaines pour les Toros de Tucson, le club-école des Astros. Il est impliqué dans plusieurs conflits : d'abord suspendu deux matchs pour avoir lancé une balle en direction de son gérant, Bob Didier, il fait plus tard la grève pour une journée lorsque les Astros rappellent des mineures Rocky Childress plutôt que lui. Enfin, sa condition physique laisse à désirer et son poids grimpe à 120 kilos (266 livres). Après avoir joué la majorité de 1987 et les entières saisons 1988 et 1989 en ligues mineures et avoir traversé 3 années gâchées par des blessures, il réintègre les Astros pour 5 matchs en 1990, mais est échangé aux Braves d'Atlanta le 28 avril. Il termine cette saison, sa dernière dans les majeures, avec une moyenne de points mérités de 6,62 en 34 manches de travail au total pour les deux clubs.
Charlie Kerfeld a joué 123 matchs au total sur 4 saisons dans le baseball majeur. Il en débute 6 comme lanceur partant en 1986 mais le reste de sa carrière est jouée comme releveur. En 201 manches et deux tiers lancées au total, sa moyenne de points mérités s'est élevée à 4,20 et il a réussi 155 retraits sur des prises. Il compte 18 victoires, 9 défaites et 9 victoires protégées.

## Popularité
Malgré une carrière écourtée, Kerfeld laisse une impression durable aux supporteurs des Astros de Houston, ses performances à ses débuts aidant, tout comme la saison de rêve de 1986 qui voit l'équipe terminer en tête de sa division et s'approcher à deux victoires d'une présence en Série mondiale. Les partisans s'amourachent de son look, boucle d'oreille, tatouages et t-shirt des Jetsons (dont le chien s'appelle « Astro ») revêtu comme porte-bonheur sous son uniforme. Le public américain découvre sa personnalité excentrique le soir du 25 septembre 1986, lorsqu'il célèbre le titre de division des Astros sur le terrain de l'Astrodome bière à la main, déguisé en Conehead, et accorde, l'alcool aidant, une exubérante interview d'après-match dans le vestiaire. En 1987, après que son coéquipier Jim Deshaies eut signé un contrat de 110 000 dollars avec les Astros, Kerfeld signe pour 110 000 dollars et 37 cents (puisque son numéro d'uniforme était le 37) et le club lui remet en prime 37 boîtes de Jell-O orange,.

## Après-carrière
En novembre 2006, Charlie Kerfeld est nommé assistant spécial au directeur-gérant des Phillies de Philadelphie, Pat Gillick. En date de 2015, il occupe toujours des fonctions similaires chez les Phillies, cette fois auprès du successeur de Gillick, Rubén Amaro, Jr.